# 대한민국 형사소송법 제326조
대한민국 형사소송법 제326조는 면소의 판결에 대한 형사소송법의 조문이다.

## 조문
제326조(면소의 판결) 다음 경우에는 판결로써 면소의 선고를 하여야 한다.
1. 확정판결이 있은 때
2. 사면이 있은 때
3. 공소의 시효가 완성되었을 때
4. 범죄 후의 법령개폐로 형이 폐지되었을 때

第326條(免訴의 判決)다음 境遇에는 判決로써 免訴의 宣告를 하여야 한다.
1. 確定判決이
2. 赦免이 있은 때
3. 公訴의 時效가 完成되었을 때
4. 犯罪 後의 法令改廢로 刑이 廢止되었을 때

## 판례
- 면소의 판결은 공소권의 소멸을 이유로 하여 소송을 종결시키는 형식적 재판으로 체적 심리를 할 필요가 없다[1]
- 외국판결은 우리나라에서는 기판력이 없으므로 여기에 일사부재리의 원칙이 적용될 수 없다[2].

### 상습범과 면소판결의 범위
- 상습범으로 포괄적 일죄의 관계에 있는 여러 개의 범죄人t실 중 일부에 대하여 유죄판결이 확정된 경우에, 그 확정판결의 人버심판결 선고 전에 저질러진 나머지 범죄에 대하여 새로이 공소가 제기되었다면 …… 판결로써 면소의 선고를 하여야 하는 것 …… 다만 이러한 법리가 적용되기 위해서는 전의 확정판결에서 당해 피고인이 상습범으로 기소되어 처단되었을 것을 필요로 하는 것 …… 상습범 아닌 기본 구성요건의 범죄로 처단되는데 그친 경우에는 …… 상습범으로서의 포괄적 일죄에 해당하는 것으로 판단된다 하더라도 뒤늦게 앞서의 확정판결을 상습범의 일부에 대한 확정판결이라고 보아 그 기판력이 그 사실심판결 선고 전의 나머지 범죄에 미친다고 보아서는 아니된다[3].
- 상습범 등 포괄일죄의 범행중간에 동종의 죄에 관한 확정판결이 있는 경우 지0. 경사 …… 확정판결 전후의 각 사건 사이에는 그 동일성이 인정되지 않는다[4]).
- 상습사기의 범행이 단순사기죄의 확정판결의 전후에 걸쳐서 행하여진 경우 그 죄가 두 죄로 분리되는지 여뷔소극[5]

### 형사소송법 제326조 제1호의 면소사유인 ‘확정판결이 있는 때'의 적용범위
형사소송법 제326조 제1호에 정한 면소사유인 확정판결이 있는 때’에는 공소가 제기된 공소사실을 확정판결이 있는 종전 사건의 공소사실과 비교해서 그 人법의 기초가 되는 자연적. 人闺적 人버관계가 기본적인 점에서 동일한 경우도 포함된다.
- 구직업안정법 제48조 제3호에서 벌금형에 처하도록 규정된 위반행위에 대하여 과태료를 부과하도록 법률이 개정된 경우 그것이 반성적 고려에 의한 것으로 면소사유에 해당한다[7].
- 상상적 경합범의 관계에 있는 두죄중 하나의 죄는 사면되어 면소판결의 대상이고 나머지 죄는 무죄일 경우 주무에서 따로 면소를 선고하지 아니한다[8].

## 참고 문헌
- 최문수. (2023). 형법 제1조 제2항과 형사소송법 제326조 제4호의 적용 대상인 ‘법령의 변경’의 의미와 판단 기준. 사법, 1(63), 711-738.
- 손동권 신이철, 새로운 형사소송법(초판, 2013), 세창, 2013. ISBN 9788984114081

## 같이 보기
- 면소